# Drukkingsfosfeen
Een drukkingsfosfeen is een fosfeen dat niet ontstaat door lichtindruk op het netvlies doch door een lichte frontale of laterale druk uit te oefenen op de oogbollen.
Hoewel hiertegen medische tegenindicaties zijn, werd in de jaren zestig van de 20e eeuw veel met drukkingsfosfenen geëxperimenteerd om andere bewustzijnstoestanden te verkrijgen.